# Kninsko Polje
Kninsko Polje es una localidad de Croacia en el ejido de la ciudad de Knin, condado de Šibenik-Knin.

## Geografía
Se encuentra a una altitud de 236 m s. n. m. a 303 km de la capital nacional, Zagreb.

## Demografía
En el censo 2011 el total de población de la localidad fue de 864 habitantes.
| Gráfica de población de Kninsko Polje 1857-2011                     |
|                                                                     |
| Según los censos de población de la oficina estadística de Croacia. |